# Idotea brevicauda
Idotea brevicauda là một loài chân đều trong họ Idoteidae. Loài này được Dana miêu tả khoa học năm 1853.